# Eugoa costiplaga
Eugoa costiplaga là một loài bướm đêm thuộc phân họ Arctiinae, họ Erebidae.